# Bakersville
Bakersville è una città degli Stati Uniti d'America situata nella Carolina del Nord, nella Contea di Mitchell, della quale è anche il capoluogo.